# Карапапахи
Карапапа́хи (азерб. Qarapapaqlar) — тюркский народ, группа племён или однa из этнографических групп азербайджанцев, проживающая на северо-востоке Турции (Карс и Ыгдыр) и северо-западе Ирана, а также в Грузии (Квемо-Картли) и Азербайджане (в основном в Газахском и Агстафинском районах).
Среди карапапахов выделяются племена: теркавюн (другое название — борчало, считается «ханским племенем»), сарал, араплы, джан-ахмеди, чахарлы, улачлы.
Говорят на диалекте азербайджанского языка. В турецких переписях 1935 и 1950 годов карапапахи наряду с турками и туркменами числились как говорящие на турецком языке, а в российской переписи 1897 года указано, что карапапахи говорят на собственном языке.
Часть карапапахов слилась с шахсевенами.
Исповедуют ислам. Иранские карапапахи — в основном шииты (главным образом алевиты), турецкие — сунниты.

## Происхождение
Кырзыоглу выдвигает версию, о том, что проживающие в Узбекистане каракалпаки являются родственниками карапапах и обе группы относятся к остаткам куман/кипчаков и булгар/хазар.
Первая Большая советская энциклопедия так описывала карапапахов: «смесь азербайджанских тюрок Борчалинского района с турками-османами» и позднее: «народ турецкой группы, по-видимому—смешение азербайджанских и анатолийских турок».

## Этимология
Этноним «карапапахи» буквально означает «чёрные папахи» или на карапапахском «карабёрки» где «кара» — чёрный а «бёрк» — папаха.
Название «карапапахи» часто используется как тождественное названию «терекеме». Что касается этих терминов, то понятие «терекеме», по Баскакову, представляет собой собирательное название, данное им персами, и является арабским множественным числом (تر ﻛـمـه) от слова «тюрк» (تركي). Название же «карапапах», в свою очередь, является прозвищем, данным турками кочевым племенам, скорее всего, по характерному признаку одежды (قـﺎ ﺭﺍ ﭘﺎ ﭘﺎ ﺥ). По утверждению турецкого учёного Ахмеда Джафероглу, карапапахами в Турции чаще называют оседлых терекеме, проживающих в районе Карса и Ахиска, а само название «терекеме» закреплено за кочевниками.
В научной литературе, учитывая общность главного традиционного направления хозяйства — занятия скотоводством, карапапахов, падаров и шахсевенов нередко называют собирательным термином терекеминцы, объединяя тем самым все три группы.
Часть карапапахов называлась «карабёрк». О карабёрках известно, что они в XVI веке проживали в Ширване (в нынешнем Уджарском районе Азербайджана существует селение с названием Карабёрк; под именем Карабёрк в киргизском эпосе «Манас» также известна девушка-богатырь, дочь калмыцкого князя Кайып-дана; также это одно из племён, сыгравших роль в формировании каракалпакского народа).

## Расселение и численность
Традиционно проживают на северо-востоке Турции и северо-западе Ирана (район города Сулдуз), а также в Грузии (Квемо-Картли) и на западе Азербайджана (в основном в Газахском и Агстафинском районах).

### Азербайджанская Республика
Местами проживания карапапахов в Азербайджане являются населённые пункты в Газахском районе. Населённые пункты в Агстафинском районе: город Агстафа, посёлок Самед Вургун, сёла Садыхлы, Муганлы, Салоглы, Зелимхан, Пойлу, Гыраг Кесемен, Даг-Кесаман и другие.

### Турция
Населённые пункты северо-востока Турции, которые полностью или частью заселены карапапахами (терекеме): Ашагы Джамбаз, Юкары Джамбаз, Башкёй, Дамлыча, Эшмепынар, Гёльбелен, Гюльюзю, Гювеноджак, Каракале, Кочгюден, Мерьем, Саймалы, Сазлысу, Ташдегирмен, Якынсу, Йени Бейрехатун, Буджак меркези, Акчакале, Айдынгюн, Чанаксу, Гёльдалы, Кагач, Ташкёпрю, Чёлебакан, Бозйыгит, Йылдырымтепе и другие.

### Грузия
Карапапахи проживают в краях Квемо-Картли и Кахетия.

### Иран
Проживают в провинции Западный Азербайджан, к западу от озера Урмия в области Сулдуз. Численность определяется в 250 000 человек. В городе Сулдуз численность карапапахов определялась в 100 000 (общее число 190 000 жителей).

## Язык
Карапапахи говорят на карапапахском диалекте азербайджанского языка, который относится к западно-огузской группе и незначительно отличается от азербайджанского и турецкого.
В первой всеобщей переписи Российской империи 1897 года по Карской области был указан «карапапахский» язык. Одновременно в XIX веке в османских источниках утверждалось, что карапапахи говорят на диалекте азербайджанского языка. Несмотря на то, что в советской переписи населения 1926 года карапапахи были выделены как отдельный народ, 99,9 % из них указывали своим родным языком азербайджанский.

## Религия
Верующие карапапахи исповедуют ислам суннитского толка ханафитского мазхаба. В Иране являются шиитами.

## История
Иван Шопен в своей книге писал что: «Казахи, древние Касоги; вероятно одноплеменный народ с Хазарами, Армянских и Грузинских историков, и нынешними Кайсаками, поселились в Малой Азии к 11-му столетию. Они переправились через Амударья в одно время с Сельджуками и Узами. Первый раз Константин Багрянородный упоминает о них в 948 году, показывающий отечество Казахов за Кубанью… „За Закиею“, говорит он: „находится Папагия, а за Папагиею, Казахия, за Казахиею, Кавказские горы, а за ними отечество Аланов“».
«При Грузинском царе Георгий II, (1072—1089) некоторые Число Казахцев, усердно помогавших ему в войнах против его неприятелей, поселилось в Грузию, в нынешнюю Казахскую Дистанцию, где основались, и откуда распростронилось в окрестные округи Турции и Армянской области».
«Из всех этих тайфа или обществ Казахцев, вероятно первобытное было Карапапахское (Черные Шапки); никакого нет сомнения, что этот народ одноплеменный с тем, который, говоря одинаковым с ним языком и ведя одинаковый образ жизни, обитает доныне в окрестностях Аральского Моря, под именем Каракалпаков.
1) и должно полагаться достоверностью, что они же известны были предкам нашим под именем Черных-Клобуков, составляющих одно поколение Печенегов».
«Главные поколения этого общества называются: Карапапахцы, Бёюк-Чобанкара, Сарашли, Дамирчили, Керим-бегли, Кафарли, Шейхлар, Карабагли, Джафарли, Али-Шарурли, Гёдакли, Джам-милли, Чахирли, Кёрки-башли».
В 1814 году последний эриванский сардар Хусейн-хан Каджар переселил часть карапапахов в район Эривани. На территории Эриванского ханства карапапахи проживали в 28 деревнях Дарачичагского магала. До второй четверти XIX века проживали к северу от озера Севан (в настоящее время эта территория разделена между Арменией, Грузией и Азербайджаном).

Карапапахские агалары из Гызылхаджилы, Борчалы

Карапапахские отряды принимали активное участие в русско-персидской войне 1826—1828 гг. После войны восемьсот семейств карапапахов, живших в районе озера Севан, переселились в Персию и Османскую империю. Персидские шахи предоставили им земли на южном побережье озера Резайе. Здесь карапапахи смешались с соседним курдским племенем мамаш, усваивая элементы курдской культуры.
В Турции карапапахи получили земли в районе Карса.
В 1886 году в Кавказском крае числилось 24 тысячи карапапахов, все в Карсской области, образованной в 1878 году из земель Карсского и Чилдырского санджаков Османской империи, отошедших к России в результате русско-турецкой войны 1877—1878 годов. Энциклопедический словарь Брокгауза и Ефрона, издававшийся в конце XIX — начале XX веков, упоминает карапапахов в качестве отдельной этнической группы, но указывает, что карапапахами «называют закавказских татар (то есть азербайджанцев — прим.), перешедших в Карсскую область из пограничных губерний Закавказья».
По данным ЭСБЕ, на конец XIX века карапапахи составляли 22,5 % населения города Карс, 14 % населения Карсской области.
Х. А. Вермишев свидетельствовал, что проживавшие в Ахалцихском и Ахалкалакском уездах Тифлисской губернии азербайджанцы именовались карапапах.
По данным переписи 1926 года, в Армянской ССР 6311 человек идентифицировали себя как карапапахи. В Армении карапапахи проживали в Агбабинском районе.
В результате ассимиляции карапапахи влились в азербайджанский этнос.
В 1944 году карапапахи были депортированы в Среднюю Азию вместе с турками-месхетинцами.
Из карапапахов Сулдуза происходит азербайджанский озан — Араз Эльсес.

## Известные карапапахи
- Мехралы-бек — паша Османской армии, был назначен главнокомандующим полков Карапапаг Хамдийя. Был удостоен звания Национального Героя Турции.